# Megang Sakti IV
Megang Sakti IV is een bestuurslaag in het regentschap Musi Rawas van de provincie Zuid-Sumatra, Indonesië. Megang Sakti IV telt 2802 inwoners (volkstelling 2010).